# Elise Richter
Elise Richter (Viena, 2 de marzo de 1865-Gueto de Theresienstadt, 21 de junio de 1943) fue una filóloga austriaca. Fue una de las primeras mujeres que obtuvo un doctorado en la Universidad de Viena, y fue la única mujer que ocupó un cargo académico en una universidad austriaca antes de la Primera Guerra Mundial. Fue profesora de lenguas romances en su alma mater hasta 1938, e hizo importantes contribuciones académicas al campo de la lingüística histórica y comparativa.
Fue asesinada por los nazis en el Gueto de Theresienstadt (en la actual Teresin, República Checa).

## Vida
Era la más joven de las tres hijas de Maximilian Richter (médico, f. 1891) y su esposa Emelie o Emilie (ama de casa, f. 1889). Elise y su única hermana sobreviviente, Helene (1861-1942, quien sería escritora y traductora de literatura y teatro ingleses), recibieron la totalidad de su escolarización en su hogar con una institutriz prusiana, quien les enseñó alemán, francés e inglés, así como historia y geografía. Al igual que muchas otras chicas que crecen en los cultivados hogares de clase media en Viena, las hijas de Richter se expusieron al arte, la música y el teatro desde una edad joven, y las actividades culturales continuaron desempeñando un papel importante en sus vidas. Aunque tenían ascendencia judía, la familia no estaba afiliada a ninguna comunidad religiosa. Elise y su hermana asistían a servicios religiosos católicos de vez en cuando, pero nunca fueron a la sinagoga. Sin embargo, no estaban bautizadas, y oficialmente estaban registradas como konfessionslos (que no pertenece a ninguna denominación).
Elise estudió filosofía en la Universidad de Viena y se doctoró en 1901.
En 1905 fue la primera mujer que recibió la habilitación para trabajar en lenguas romances. En 1907 se convirtió en la primera mujer docente (profesora ayudante), y fue designada profesora extraordinaria en 1921. Nunca se le permitió obtener una cátedra ordinaria. Desde 1920 presidió la "Austria Verband der Akademikerinnen Österreichs" (Asociación Austriaca de Académicas de Austria).
Siguió trabajando en la Universidad de Viena y no se la obligó a retirarse cuando superó la edad de jubilación. En 1938, a partir del Anschluss (la anexión de Austria como provincia de la Alemania nazi) se endureció la política antisemita en Austria, que excluyó a las personas de origen judío de la vida pública. Richter fue despedida de su puesto.
El 9 de octubre de 1942, ella y su hermana Helene ―que vivía con ella― fueron deportadas al Gueto de Theresienstadt (en la actual República Checa), en un largo viaje en tren. Ambas hermanas fueron víctimas del Holocausto judío: Helene Richter murió un mes después, en noviembre de 1942 (a los 81 años), y Elise Richter murió allí siete meses después, el 21 de junio de 1943 (a los 78 años de edad), de causas desconocidas.
En su honor, en la actualidad existe el Programa Elise Richter del FWF (Fondo Científico de Austria), que proporciona apoyo a las mujeres que estudian la carrera de profesor universitario.